# شهرداری چسیس
شهرداری چسیس (به لاتین: Cēsis Municipality) یک شهرداری در لتونی است. شهرداری سسیس ۱۹٬۹۷۷ نفر جمعیت دارد.